# Tisovec (district de Rimavská Sobota)
Pour les articles homonymes, voir Tisovec.
Tisovec (en allemand : Theißholz ; en hongrois : Tiszolc/Ótura) est une ville du district de Rimavská Sobota, dans la région de Banská Bystrica, en Slovaquie.

## Histoire
La première mention écrite de la ville date de 1334. Elle se trouve dans la région historique de Gemer.

## Démographie

### Évolution de la population
| Année:               | 1994. | 2004.   | 2014.   | 2024.    |
| -------------------- | ----- | ------- | ------- | -------- |
| Nombre de personnes: | 4280  | 4116    | 4223    | 3587     |
| Différence:          |       | -3,83 % | +2,59 % | -15,06 % |

| Année:               | 2023. | 2024.   |
| -------------------- | ----- | ------- |
| Nombre de personnes: | 3632  | 3587    |
| Différence:          |       | -1,23 % |

## Administration
La commune se compose de deux quartiers :
- Tisovec
- Rimavská Píla

## Personnalités
- Vladimír Clementis, avocat, journaliste et homme politique slovaque

## Villes jumelées
- Putnok (Hongrie)
- Ludgeřovice (Tchéquie)
- Nowy Żmigród (Pologne)